# ملعب حلمي زامورا
 ملعب الزمالك أو حلمي زموروا أو عبد اللطيف أبو رجيلة على اسم رئيس النادي الأسبق عبد اللطيف أبو رجيلة، هو ملعب متعدد الاستخدامات يقع في محافظة الجيزة في مصر، ويستخدم في الغالب في مباريات كرة القدم، وقد كان ملعب العودة لنادي الزمالك حيث كان يستضيف مباريات العودة للنادي قبل أن يتم نقلها إلي ستاد القاهرة الدولي بسبب سعة ملعب الزمالك المحدودة والذي كان يتسع لحوالي من 20,000 متفرج إلى 40,000 متفرج قبل أن يتم وضع ضوابط سعة الملعب في هذا المكان.